# Titularbistum Rotdon
Rotdon ist ein Titularbistum der römisch-katholischen Kirche.
Es geht zurück auf einen untergegangenen Bischofssitz in der Stadt Roses, die in der Spätantike in der römischen Provinz Tarraconensis lag. Der Bischofssitz gehörte der Kirchenprovinz Tarragona an.
| Titularbischöfe von Rotdon |                               |                                                 |                    |                 |
| Nr.                        | Name                          | Amt                                             | von                | bis             |
| 1                          | William Tibertus McCarty CSsR | emeritierter Bischof von Rapid City (USA)       | 11. September 1969 | 13. Januar 1971 |
| 2                          | Francis Lenny                 | Weihbischof in Armagh (Irland)                  | 3. Mai 1974        | 16. Juli 1978   |
| 3                          | Laurence Forristal            | Weihbischof in Dublin (Irland)                  | 3. Dezember 1979   | 30. Juni 1981   |
| 4                          | John Rawsthorne               | Weihbischof in Liverpool (Großbritannien)       | 9. November 1981   | 4. Juni 1997    |
| 5                          | Néstor Hugo Navarro           | Weihbischof in Bahía Blanca (Argentinien)       | 15. April 1998     | 19. März 2003   |
| 6                          | Enrique Benavent Vidal        | Weihbischof in Valencia (Spanien)               | 8. November 2004   | 17. Mai 2013    |
| 7                          | Jesús Fernández González      | Weihbischof in Santiago de Compostela (Spanien) | 10. Dezember 2013  | 8. Juni 2020    |
| 8                          | Aurelio García Macías         | Kurienbischof                                   | 27. Mai 2021       |                 |